# Соломка (село)
Соло́мка — село в Україні, в Рівненському районі Рівненської області. Населення становить 58 осіб.

## Географія
Село розташоване на правому березі річки Жильжанка.

## Історія
У 1906 році село Кустинської волості Рівненського повіту Волинської губернії. Відстань від повітового міста 28 верст, від волості 19. Дворів 78, мешканців 311.